# Michael Jäger (urednik)
Michael Jäger (Beč, 1958.), austrijski urednik, novinar, amaterski astronom i otkrivatelj kometa

## Životopis
Bio je urednik lista Kuriera od 1980. godine. Vodio je uredništvo za Donju Austriju od 2005. godine., te od 2010. vodio je odjel kronika.
Jäger promatra komete od 1982. godine. Do siječnja 2015. otkrio je više od 500 nebeskih tijela. Dana 28. kolovoza 1994. otkrio je fragment kometa koji je potjecao od periodičnog kometa 141P/Machholz. 23. listopada 1998. otkrio je komet 290P/Jäger.
1999. godine primio je nagradu Edgar-Wilsonovu nagradu za otkriće kometa. Iste je godine postao prvim dobitnikom odličja Društva prijatelja zvijezda, koje dodjeljuje njemačko Vereinigung der Sternfreunde (hrvatski: Društvo prijatelja zvijezda). Svibnja 2004. asteroid 78391 Michaeljäger nazvan je po njemu u čast. 24. lipnja 2014. primio je počasno srebrno odličje savezne zemlje Donje Austrije za svoj novinarski rad.